# Francis Anscombe
Francis John Anscombe (ur. 1918, zm. 17 października 2001) – brytyjski matematyk i statystyk, twórca kwartetu Anscombe'a oraz transformacji Anscombe'a.